# Hemaka

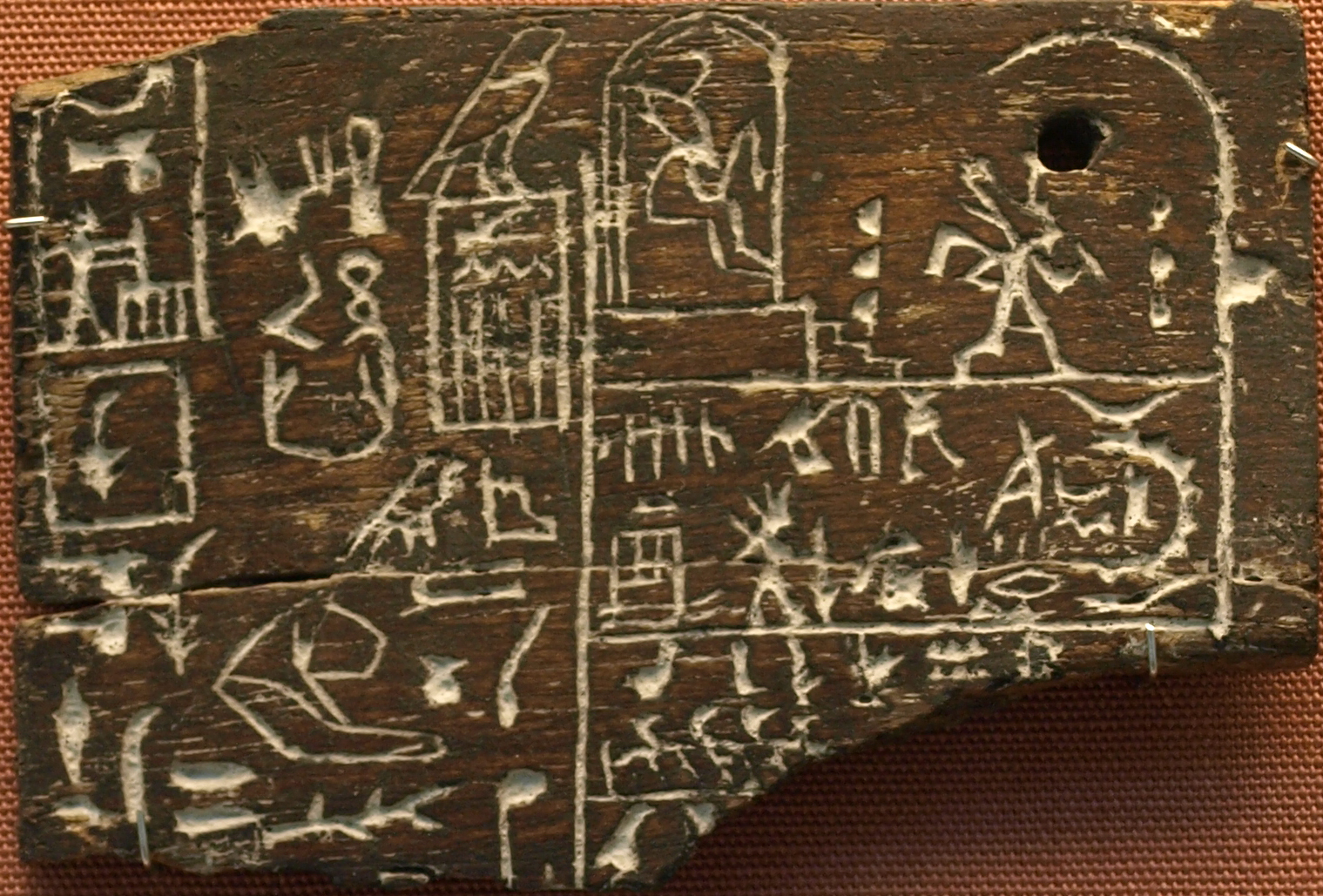
El nom i el títol d'Hemaka s'esmenten a l'esquerra del nom del rei Den en aquesta etiqueta anual de la tomba de Den, a Umm al-Qa'ab

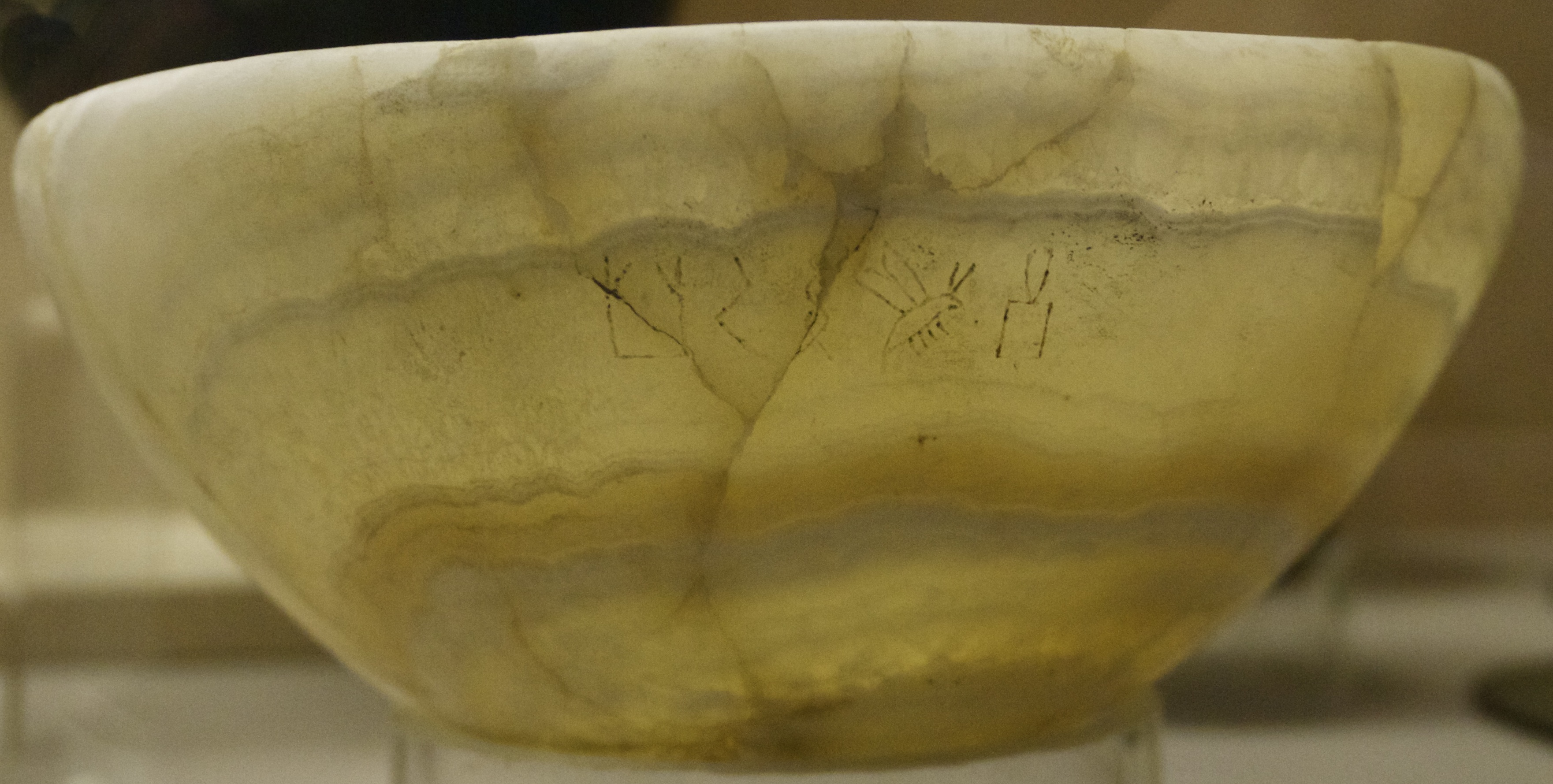
Got d'alabastre amb el nom d'Hemaka i el seu títol de "portador del segell del rei del Baix Egipte". Museu d'Arqueologia Nacional (França)

Hemaka   (segle XXIX aC - valor desconegut) fou un important funcionari durant el llarg regnat del faraó egipci Den, de la Dinastia I. Les recerques sobre datació per radiocarboni fetes en la dècada dels 1950 suggereixen que Hemaka visqué cap al 3100 abans de la nostra era.

## Biografia
Un dels títols d'Hemaka era el de "qui porta el segell del rei del Baix Egipte", i això el convertia en canceller i segon en el poder després del rei.
Segons les inscripcions en segells de ceràmica, Hemaka també era responsable del manteniment d'un dels dominis reials de Den, una granja o vinya de la família reial i, més tard, per a sostenir el culte funerari del rei. Sembla probable que començàs el servei al rei en aquest càrrec, fins a ascendir al càrrec de canceller.

## Tomba d'Hemaka
La tomba d'Hemaka és més gran que la del mateix rei, i durant anys es va pensar erròniament que pertanyia a Den. L'excavà per primera vegada Cecil Mallaby Firth el 1931 i més tard amb la supervisió de Walter Bryan Emery a partir del 1936.
Aquesta tomba, a la part nord de Saqqara, contenia un gran aixovar funerari, com ara discos que semblen ser de joc i una caixa circular de fusta que conté la peça de papir més antiga que es conserva fins ara. Es creu que la riquesa dels béns d'aquesta tomba, així com els d'altres funcionaris d'aquesta època, reflecteixen la prosperitat del regnat de Den.
En aquesta tomba aparegué el fragment d'un rotlle de papir, que tot i que manca d'escriptura, és el primer que s'ha trobat fins ara. El primer fragment que ha sobreviscut amb escriptura és de les dinasties IV i V, corresponents al 2500 abans de la nostra era.
Els antics egipcis havien utilitzat rotlles fets de papir des dels primers temps de l'Antic Imperi. El rotlle de papir més antic conegut es trobà a la tomba d'Hemaka a Saqqara, i data de la Dinastia I, de cap al 2900 ae (Emery 1938: 14). El jeroglífic per a "rotlle de papir" ja existia en les inscripcions d'aquest període. El rotlle de la Dinastia I estava en blanc; els exemples més antics amb escriptura pertanyen a les dinasties IV i V (Cˇerný 1952: 9–10).